# Actinopodidae
Actinopodidae é uma pequena família de aranhas migalomorfas com distribuição natural na Austrália, América do Sul e América Central. Inclui o género australiano Missulena, cujo veneno é suficientemente tóxico para constituir um sério risco de saúde para humanos.

## Géneros
A família Actinopodidae inclui os seguintes géneros:
- Actinopus Perty, 1833 — América do Sul
- Missulena Walckenaer, 1805 — Austrália, Chile
- Plesiolena Goloboff & Platnick, 1987 — Chile